# Mesquita (Rio de Janeiro)
Pour les articles homonymes, voir Mesquita.
Mesquita est une ville brésilienne de l'État de Rio de Janeiro. Sa population était estimée à 168 403 habitants en 2010. La municipalité s'étend sur 39 km2.

## Maires
| Période | Période | Identité      | Étiquette | Qualité |
| ------- | ------- | ------------- | --------- | ------- |
| 2005    | 2012    | Artur Messias | PT        |         |